# Сувенир из Одессы
«Сувенир из Одессы» — украинский 12-серийный авантюрный ретро-сериал 2018 года телеканала «1+1» режиссёра Олега Туранского по мотивам рассказов Валерия Смирнова об Одессе начала XX века объединённых в единый сюжет с добавлением новых героев.

## Сюжет
События любовно-криминального сериала разворачиваются в 1916—1918 годах в Одессе. История любви уличного скрипача Матвея и учительницы французского языка Лизы, пытающихся защищать свою любовь и жизни в событиях того бурного времени в кругу легендарных исторических личностей.
Матвей Грач — юный виртуозный скрипач, мечтающий попасть в Париж и стать музыкантом с мировым именем. Но пока он играет на торговой площади. И не просто так — его игра завораживает людей, и тем самым позволяет украсть карманные денежки слушателей одесским ворам, один из которых — Вол, будущий король одесских налетчиков Мишка Япончик, и Матвей становится частью его банды.
Лиза Вольская — 18 летняя девушка, живущая вместе с больной мамой, отец погиб на войне, она даёт уроки французского языка, но нужен постоянный заработок и она устраивается в лавку ювелира Рахумовского.
В Лизу верно и преданно влюблен друг детства Вася Тищенко, но девушка относится к нему как к брату, влюбляясь в Матвея.
Из-за любви Лиза оказывается впутанной в криминальные дела Матвея, и они вместе случайно вовлекаются в аферу с драгоценностями братьев Гохманов, работающих на ювелира Рухомовского, и в историю с таинственным сувениром — золотой амулет в форме гроба с изображением скрипки — эта вещица приносит удачу хозяину, но того, кто завладевает ею нечестно, — убивает. Сувенир, переходя из рук в руки, приводит ко многим смертям.
В революционный 1917 год власть в Одессе меняется ежемесячно, Миша Япончик становится негласным хозяином города при украинском националисте Алмазове. Но с приходом большевиков в город прибывает красный командир Котовский, начинающий очищать город от бандитов. Ставший сотрудником одесской милиции Вася Тищенко смело ввязывается в борьбу с жуликами.
Лиза и Матвей оказываются в центре борьбы за власть, стараясь не стать пешками в играх исторических личностей, влюблённым приходится делать трудный выбор между моральными принципами и предательством друзей. В попытках не просто выжить, но и сохранить достоинство Лиза и Матвей принимают отчаянные решения и страдают от их последствий. События надолго разлучают героев. Они думали — навсегда…
…параллельно идет сюжетная линия спустя 50 лет — в 1970-е годы Матвей с Лизой встречаются уже при новых, ещё более неожиданных обстоятельствах, когда и действующая власть и бандиты начинают поиски потерянных во время Революции драгоценностей. Золотой сувенир становится ключом, который расшевеливает старые воспоминания людей, которые когда-то были с ним связаны.

## В ролях
В главных ролях:
- Александр Соколовский — Матвей Грач в 1916 году
- Ольга Виниченко — Лиза Вольская в 1916 году
- Дмитрий Сова — Вася Тищенко в 1916 году
- Даниэль Ольбрыхский — Матвей Грач в 1975 году
- Лариса Удовиченко — Елизавета Аркадьевна Вольская в 1975 году
- Станислав Боклан — Василий Карпович Тищенко в 1975 году

В других ролях:
- Геннадий Попенко — Вол
- Дмитрий Суржиков — Котовский
- Даниэль Ольбрыхский — Матье Озон
- Олеся Фаттахова — Марго
- Александр Попов — Городенко
- Александр Кобзарь — Алмазов
- Алексей Тритенко — Перец Гохман
- Алексей Смолка — Алексей Гохман
- Георгий Делиев — Наум Рахумовский
- Алексей Вертинский — Львович
- Владимир Горянский — Зуев
- Юрий Горбунов — Яша Цукер
- Владимир Ямненко — Небаба
- Роман Ясиновский — Зяма
- Роман Мацюта — Орлов
- Александр Мельник — Савка
- Сергей Писаренко — Быковский
- Евгений Никишин — Кашкин
- Заза Чантурия — Геловани
- Яна Ляхович — Вера Холодная
- Марк Дробот — Серж Лафар
- Лариса Руснак — мать Лизы
- Мирослава Филиппович — Ева Милкус
- Николай Боклан — Платон Андреевич Аркадьев
- Инна Мирошниченко — Екатерина, жена Аркадьева
- Дарья Трегубова — Жанна
- Яков Гопп — Константин Лаверенье
- Фёдор Ольховский — Тальберг
- Сергей Кияшко — Блюмкин
- Игорь Портянко — Шульгин
- Истан Розумный — Фредамбер
- Роман Щербак — Шурка Гликберг
- Софья Письман — мадам Гликберг

## Съёмки
Сериал стал самым высокобюджетным продуктом телеканала «1+1» за последние три года с 2014 года. Задействовано более ста актёров, большое количество исторических объектов — в Одессе проводились масштабные съёмки перекрывая то Дерибасовскую, то Екатерининскую, то Пушкинскую улицы. Местами съёмок стали Одесский Оперный театр, Приморский бульвар, Тёщин мост, гостиница «Лондонская». Некоторые локации снимали в Киеве — музей Павла Тычины, Лукьяновский народный дом, Шоколадный домик.

## Язык и речь
Как истинные одесситы герои говорят на русском языке Одессы, консультантом был Люсик Заславский, который когда-то обучал говорить «на одесский манер» актёров сериала «Ликвидация».
В речи герои используют одесский уголовный жаргон того времени: «бимба» (золотое изделие), «башмала» (наличные деньги), «говыдло» (дешёвая вещь), «залепуха» (враньё), «ботанику читать» (заниматься нотациями) «шабер» (нож), «шпаер» (пистолет), одних героев ждет «кадухис на живот» (смерть), другим придется постоянно «ливероваться» (скрываться), а третьи так «разнуздают звякало» (развяжут язык, проболтаются), что кое-кто «сдаст рога в каптерку» (прекратить деятельность) или даже отправится в «участок № 3» (кладбище).

## Музыка
Главный герой Матвей на площади перед оперным театром исполняет на скрипке «Каприс № 24» Паганини.